# بول لويس دوروزييه
بول لويس دوروزييه (بالفرنسية: Paul Louis Duroziez)‏ (1826-1897) هو طبيب فرنسي اشتهرَ لوصفه علامة ومرض دوروزييه.

## حياته
ولد بول في 8 يناير 1826 في باريس. درس الطب في باريس وتخرجَ عام 1853، ثم عمل مع جان مارتن شاركو ولاحقاً عمل كجراح في الحرب الفرنسية البروسية عام 1870. عمل بول ممارسًا عامًا بدلًا من العمل في المُستشفى، ولكنهُ حظيَ بتقديرٍ كبير من الأطباء لمنشوراته حول أمراض القلب. في عام 1882 انتخب رئيسًا لجمعية باريس للطب وفي عام 1895 حصل على رتبة فارس ضمن وسام جوقة الشرف. توفي بول في 16 يناير 1897 في باريس.